# Armsterbeek
De Armsterbeek is een beek in Nederlands Zuid-Limburg in de gemeente Meerssen. De beek ligt bij Geulle op de rechteroever van de Maas en heeft een lengte van ongeveer 400 meter.
Op ongeveer 50 meter noordelijker ontspringt aan de andere zijde van de weg het Bergzijpke, op ongeveer 275 meter naar het zuidoosten ontspringt de Hussebeek en op ongeveer 300 meter naar het noordwesten ontspringt de Hemelbeek. 

## Ligging
De beek ligt op de westelijke helling van het Centraal Plateau in de overgang naar het Maasdal. De bron van de beek ligt in het Bunderbos, ten oosten van de spoorlijn Maastricht - Venlo, op de helling ten noordoosten van Broekhoven en ten noordwesten van Snijdersberg. Vanaf de bron stroomt de beek in noordelijke richting voor een groot deel parallel aan de spoorlijn. Ter hoogte van de gemeentegrens Meerssen-Stein mondt de beek tegelijk met de vanuit het noorden komende Poortlossing uit in de Hemelbeek, die op haar beurt ongeveer twee kilometer verder in de Maas uitmondt.

## Geologie
De Armsterbeek ontspringt ten noorden van de Geullebreuk en ten zuiden van de Schin op Geulbreuk op een hoogte van ongeveer 67 meter boven NAP. Op deze hoogte dagzoomt klei uit het Laagpakket van Boom dat in de bodem een ondoorlatende laag vormt, waardoor het grondwater op deze hoogte uitstroomt.
De Armsterbeek krijgt van verschillende bronnen water, waarvan er enkele een kalktufbron zijn.